# Кльотильдув
Кльотильдув (пол. Klotyldów) — село в Польщі, у гміні Мицелін Каліського повіту Великопольського воєводства.